# 小行星15635
小行星15635（15635 Andrewhager）是一颗绕太阳运转的小行星，为主小行星带小行星。该小行星于2000年5月7日发现。

## 轨道参数
小行星15635的轨道半长轴为2.4378386 UA，离心率为0.182。